# Koompassia
Koompassia là một chi thực vật thuộc họ Fabaceae, sinh sống trong khu vực Đông Nam Á. Tất cả các loài trong chi này đều là các cây gỗ cao sinh sống trong các rừng mưa nhiệt đới, với loài K. excelsa là một trong những loài cây gỗ cao nhất trong khu vực nhiệt đới.

## Các loài
Chi này chứa ba loài như sau:
- Koompassia excelsa
- Koompassia grandiflora
- Koompassia malaccensis